# Nahuel Arias
Óscar Nahuel Arias (Buenos Aires, 2 gennaio 2005) è un calciatore argentino, difensore del San Lorenzo.

## Carriera
Arias è cresciuto nel settore giovanile del San Lorenzo, dove ha firmato il primo contratto professionistico il 4 luglio 2023. Ha debuttato in prima squadra il 5 febbraio 2024 nell'incontro di Copa de la Liga Profesional pareggiato 0-0 contro l'Unión (SF).

## Statistiche

### Presenze e reti nei club
Statistiche aggiornate al 14 settembre 2024.
| Stagione        | Squadra         | Campionato      | Campionato | Campionato | Coppe nazionali | Coppe nazionali | Coppe nazionali | Coppe continentali | Coppe continentali | Coppe continentali | Altre coppe | Altre coppe | Altre coppe | Totale | Totale | Totale |
| Stagione        | Squadra         | Comp            | Pres       | Reti       | Comp            | Pres            | Reti            | Comp               | Pres               | Reti               | Comp        | Pres        | Reti        | Pres   | Reti   |        |
| --------------- | --------------- | --------------- | ---------- | ---------- | --------------- | --------------- | --------------- | ------------------ | ------------------ | ------------------ | ----------- | ----------- | ----------- | ------ | ------ | ------ |
| 2024            | San Lorenzo     | PD              | 7          | 0          | CA+CdL          | 0+3             | 0               | CL                 | 2                  | 0                  | -           | -           | -           | 12     | 0      |        |
| 2025            | San Lorenzo     | PD              | 0          | 0          | CA              | 0               | 0               | -                  | -                  | -                  | -           | -           | -           | 0      | 0      |        |
| Totale carriera | Totale carriera | Totale carriera | 7          | 0          |                 | 3               | 0               |                    | 2                  | 0                  |             | -           | -           | 12     | 0      |        |